# Diamond Harbour Football Club
Il Diamond Harbour Football Club è una società calcistica indiana con sede nella città di Diamond Harbour, nella regione del Bengala Occidentale. Milita nella I-League.

## Storia
Il Diamond Harbour Football Club è stato fondato nel 2020 e approvato dall'Indian Football Association (IFA) nel 2022 per partecipare alla Calcutta Football League (CFL) First Division, il terzo livello della struttura del campionato statale. L'allenatore spagnolo Kibu Vicuña, precedentemente associato a Mohun Bagan e Kerala Blasters, è stato nominato primo capo allenatore del club.
Nel 2023 l'Indian Football Association ha introdotto un nuovo formato unendo le divisioni CFL Premier A e B in un'unica competizione. Il DHFC è stato inserito nel Gruppo I e si è qualificato per la fase Super Six del torneo.
Più avanti nell'anno, il club fu nominato dall'IFA per rappresentare il Bengala Occidentale nella stagione inaugurale della divisione tre della lega indiana, il nuovo quarto livello del sistema di campionato di calcio indiano stabilito dalla All Indian Football Federation (AIFF).
Nel 2024, il Diamond Harbour FC ha preso parte alla Sikkim Gold Cup tenutasi a Gangtok, a dimostrazione della sua crescente partecipazione alle competizioni a livello nazionale. Il Club ha vinto la seconda divisione della Indian League ed è stato promosso alla prima divisione della Indian League nello stesso anno.

## Allenatori e presidenti
| Allenatori - 2023-attuale Kibu Vicuña | Presidenti - 2020-attuale Shri Abhishek Banerjee |

## Organico

### Rosa
| N. |                  | Ruolo | Calciatore              |
| -- | ---------------- | ----- | ----------------------- |
|    | India (bandiera) | P     | Avijit Sardar           |
|    | India (bandiera) | P     | Susnata Malik Aakash    |
|    | India (bandiera) | P     | Subrata Santra          |
|    | India (bandiera) | P     | Deepprobhat Ghosh       |
|    | India (bandiera) | D     | Sunil Benchamin         |
|    | India (bandiera) | D     | Rabilal Mandi           |
|    | India (bandiera) | D     | Ayon Mondal             |
|    | India (bandiera) | D     | VikramJeet Singh        |
|    | India (bandiera) | D     | Naresh Singh Yendrembam |
|    | India (bandiera) | D     | Melroy Assisi           |
|    | India (bandiera) | C     | Mohit Mittal            |
|    | India (bandiera) | C     | Aimar Adam              |
|    | India (bandiera) | C     | Paul Ramfangzauva       |

| N. |                    | Ruolo | Calciatore               |
| -- | ------------------ | ----- | ------------------------ |
|    | India (bandiera)   | C     | Girik Khosla             |
|    | India (bandiera)   | C     | Pintu Mahata             |
|    | India (bandiera)   | C     | Muhammed Rashid          |
|    | India (bandiera)   | C     | William Lalgoulien       |
|    | India (bandiera)   | C     | Supriya Pandit           |
|    | India (bandiera)   | C     | Suprodip Hazra           |
|    | India (bandiera)   | A     | Rahul Kumar Paswan       |
|    | India (bandiera)   | A     | Parth Dewan              |
|    | India (bandiera)   | A     | Banpynkhrawnam Nongkhlaw |
|    | India (bandiera)   | A     | Naro Hari Shrestha       |
|    | India (bandiera)   | A     | Shaiborlang Kharpan      |
|    | India (bandiera)   | A     | Jobby Justin             |
|    | Nigeria (bandiera) | A     | Bright Enobakhare        |

### Staff tecnico
- Kibu Vicuña - Allenatore
- Deepak Kumar Mondal - Assistente

## Palmarès

### Competizioni nazionali
- I-League 3rd Division: 1

2024-2025
- I-League 2nd Division: 1

2024-2025